# Maniapure
Maniapure is een geslacht van hooiwagens uit de familie Cosmetidae.
De wetenschappelijke naam Maniapure is voor het eerst geldig gepubliceerd door M. A. González-Sponga in 1992. 

## Soorten
Maniapure is monotypisch en omvat slechts de volgende soort:
- Maniapure glabra